# Wełniak
Wełniak, wełnik (Lagothrix) – rodzaj ssaków naczelnych z podrodziny czepiaków (Atelinae) w obrębie rodziny czepiakowatych (Atelidae).

## Rozmieszczenie grograficzne
Rodzaj obejmuje gatunki występujące w Ameryce Południowej.

## Morfologia
Długość ciała 40–65 cm, ogona 53–80 cm; masa ciała samic 5–7 kg, samców 7–10 kg.

## Systematyka
Rodzaj zdefiniował w 1812 roku francuski przyrodnik Étienne Geoffroy Saint-Hilaire w artykule poświęconym tabelom systematycznym zwierząt czworonożnych, obejmującym ssaki, opublikowanym w roczniku Annales du Muséum national d’histoire naturelle. Geoffroy Saint-Hilaire wymienił dwa gatunki – Simia lagothricha Humboldt, 1811 i Simia cana É. Geoffroy Saint-Hilaire, 1811 – z których gatunkiem typowym jest Simia lagothricha Humboldt, 1811 (wełniak brunatny).

### Etymologia
- Lagothrix (Lagotrix, Lagothris): gr. λαγως lagōs ‘zając’; θριξ thrix, τριχος trikhos ‘włosy’[12].
- Gastrimargus: gr. γαστριμαργος gastrimargos ‘żarłoczny’[13]. Gatunek typowy: Spix wymienił dwa gatunki – Gastrimargus olivaceus Spix, 1823 (= Simia cana É. Geoffroy Saint-Hilaire, 1812) i Gastrimargus infumatus Spix, 1823 (= Simia lagothricha Humboldt, 1811) – z których gatunkiem typowym jest Gastrimargus olivaceus Spix, 1823 (= Simia cana É. Geoffroy Saint-Hilaire, 1812).
- Oreonax: gr. ορος oros, ορεος oreos ‘góra’[14]; αναξ anax, ανακτος anaktos ‘władca, pan’[15]. Gatunek typowy (oznaczenie monotypowe): Simia flavicauda Humboldt, 1812.

### Podział systematyczny
Tradycyjnie do rodzaju Lagothrix zalicza się cztery gatunki (L. lagothricha, L. lugens, L. poeppiggii i L cana), ale dane molekularne sugerują, że istnieje tylko jeden gatunek z kilkoma podgatunkami; ponadto L. flavicauda tradycyjnie umieszczany w monotypowym rodzaju Oreonax jest blisko spokrewniony z L. lagotricha tschudii i L. lagotricha  cana, i powinien być umieszczony w rodzaju Lagothrix. Do rodzaju należą następujące gatunki:
| Grafika | Gatunek              | Autor i rok opisu | Nazwa zwyczajowa    | Podgatunki         | Rozmieszczenie geograficzne | Podstawowe wymiary                      | Status IUCN |
| ------- | -------------------- | ----------------- | ------------------- | ------------------ | --- | --------------------------------------- | ----------- |
|         | Lagothrix lagotricha | (Humboldt, 1812)  | wełniak brunatny    | 5 podgatunków      | Kolumbia, północno-wschodni Ekwador, wschodnie Peru, północno-zachodnia Boliwia i północno-zachodnia Brazylia (na wschód od rzek Tapajós i Juruena); może wystąpić w Wenezueli | DC: 46–65 cm DO: 53–80 cm MC: 5–10 kg   | VU          |
|         | Lagothrix flavicauda | (Humboldt, 1812)  | wełnik żółtoogonowy | gatunek monotypowy | endemit Peru (kilka rozproszonych obszarów na wschodnich zboczach Andów, wzdłuż podziału rzek Marañón/Huallaga); zakres wysokości: 1400–2700 m n.p.m.                          | DC: 40–54 cm DO: 65–63 cm MC: 5,7–10 kg | CR          |

Kategorie IUCN:  VU  – gatunek narażony,  CR  – gatunek krytycznie zagrożony.